# Rina Lazo
Rina Lazo Wasem (Cidade de Guatemala, 23 de outubro de 1923 — Cidade do México, 1 de novembro de 2019) foi uma pintora guatemalteca, que iniciou a sua carreira como aprendiz de Diego Rivera. Trabalhou com este de 1947 a 1957 em projetos no México e na Guatemala. A sua atividade artística tem sido, desde então, de prestígio, e é mais conhecida pelos seus murais e pelas suas telas que foram expostas no México e noutros países, o que a tornou uma das artistas guatemaltecas mais famosas. É membro do movimento do Muralismo mexicano. É crítica a respeito dos artistas modernos, que tendem mais para o comercial do que para as causas sociais. Acredita que, dada a história do México, o muralismo deve ressurgir.

## Vida
Nasceu em 30 de outubro de 1923, na Cidade de Guatemala, filha de Artur Lazo e de Melanie Wasem. Estudou no colégio alemão, até o segundo grau. A sua infância transcorreu-se em Cobán, onde manteve contato com o povo maia, daí a influência que eles tiveram na sua expressão artística.
Lazo começou seus estudos profissionais em arte na Escola Nacional de Artes Plásticas "Rafael Rodríguez Padilla"|Academia Nacional de Belas Artes, hoje Escola Nacional de Belas Artes), no início dos anos quarenta. Durante essa época, trabalhou como assistente de Julio Urruela pintando murais no Palácio Nacional da Cultura (Guatemala). Em 1945, obteve uma bolsa de estudos do então presidente Juan José Arévalo para estudar arte no México na Escola Nacional de Pintura, Escultura e Gravura "A Esmeralda". Essa foi a razão por que deixou o país e não a revolução que estava dando no momento. Na escola estudou com Carlos Orozco Romero, Jesús Guerrero Galván, Alfredo Zalce, Federico Cantu e Manuel Rodríguez Lozano, mas logo se tornou uma aluna de destaque de Diego Rivera, a quem ela chama seu melhor mestre. Conheceu Frida Kahlo na casa dos Rivera Kahlo, em Coyoacán, onde era convidada a comer. Uma anedota conta que ela não gostava, e foi pelo convite de Diego Rivera, que lhe tomou o gosto, dado que a levou a relacionar-se com a cultura mexicana.
Desde então, vive no México e mantém a família na Guatemala.
Seus inícios artísticos, sociais e políticos que estão fortemente relacionados com os de Rivera e Kahlo e foi na sua época, uma militante do Partido Comunista Mexicano.
A mesma influência com os Rivera e Kahlo levou-a para conhecer seu futuro marido. Arturo García Bustos que era um dos chamamos de "Fridos," isto é, um estudante de Frida Kahlo. Casaram-se em 1949, quando Lazo tinha 24 anos. O casal vive em Coyoacán em uma casa localizada no bairro de Conchita. A casa de estilo colonial, é chamada de "La casa colorada". Diz-se que esse lugar 
foi a residência de Malinche. Sabe-se que foi um mosteiro, prisão e, em seguida, um hospital. Depois de viver lá por mais de quarenta anos, em 2006, abriram uma parte que adaptaram-se como uma Galeria. Eles e sua única filha, Rina García de Lazo - arquiteta, especialista em restauração - são responsáveis por gerenciar a chamada Galeria da Casa Vermelha.

## Carreira

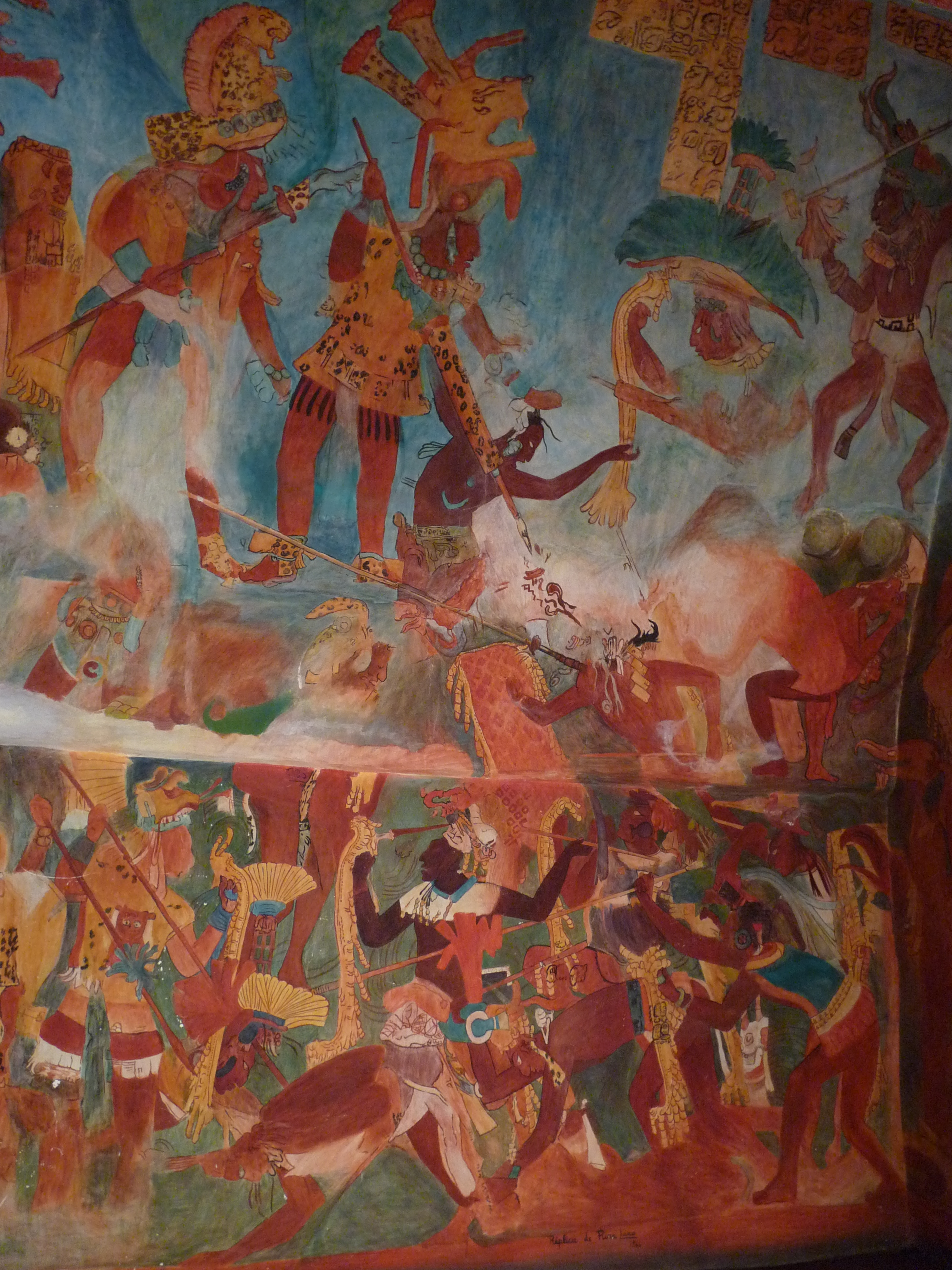
Seção da reprodução dos murais de Bonampak

A carreira de Lazo começou pouco depois que entrou para La Esmeralda, quando Diego Rivera a contratou como sua assistente em 1947 para trabalhar no mural in Sueño de uma tarde de domingo na Alameda Central,  no Hotel do Prado. Diego Rivera considerou seu braço direito e seu melhor aluno. "
Desde 1947 e até a morte do pintor, em 1957, Lazo trabalhou em um número importante de murais, que a dotou de uma vasta experiência. Dentro deste período o seu trabalho se reflete em murais, tais como Cáracamo del Río Lerma em Chapultepec chamado El agua, origen de la vida sobre la tierra (1951), o mural de pedra natural, no estádio olímpico, Ciudad Universitária (1952), dois no Hospital La Raza, El pueblo en demanda de salud and Historia de la medicina en México (1953), e um na Guatemala, La gloriosa victoria (1954) no Palácio Nacional de Cultura. Este último mural leva a uma polêmica em torno já encenada intervenção norte-americana por meio de guerrilha na Guatemala, a mesma que provocou a queda do Governo de Jacobo Árbenz.
Além de seu trabalho com Diego Rivera, ao longo de sua carreira, Lazo realizou um número significativo de murais, afrescos, murais em vinil e estuque na Guatemala, assim como em vários lugares do México. Antes de seu casamento, criou um mural na Escola Rural de Temixco com a vontade de que o Partido Comunista se reorganizasse em Morelos. O seu mural seguinte foi Tierra fértil em 1954, baseado em cenas de área de Tikal, no Museu da Universidade de San Carlos de Guatemala. Outro trabalho concluído na Guatemala é Venceremos, de 1959, do que recebeu honras em sua terra natal. Em 1996, realizou duas reproduções dos muralistas pré-colombianos em Bonampak. O primeiro e o maior está no Museu Nacional de Antropologia na Cidade do México, esse mural foi parte de um pedido concreto de parte do arquiteto Pedro Ramírez Vázquez e trata-se de uma calca realizada diretamente dos murais do sítio arqueológico na selva Lacandona. Este trabalho deu passo a um seguinte em painéis móveis para uma empresa de Televisão, tempos depois, esses painéis foram comprados pela filha da família Garcia Laço para a Galeria Casa Colorada. Em 1995, ela criou outro mural para o Museu de Antropologia chamado de " Venerable Abuelo Maíz ". Embora o casal Garcia Lazo tenha aprendido com os Rivera Kahlo, normalmente não trabalham juntos, dada a diversidade de interesses que lhes move. Em que Pese a anterior, em 1997, trabalhou na concepção e na realização de um mural transportável de 2,7 por 7 m chamado de Realidad y sueño en el mundo maya, magia y encuentro entre hombres y dioses, que foi inaugurado no Hotel Casa Turquesa em Cancun.
Seu trabalho em tela é menos conhecido. A sua primeira obra premiada é  Por los caminos de la libertad, criado em 1944. Suas obras foram expostas em Alemanha, Áustria, França, Estados Unidos. É essa trajetória que a tornou a pintora guatemalteca mais famosa.
Atuou como professora de artes em várias instituições, como a Escola de Restauro do Instituto Nacional de Belas Artes ou a escola de Belas Artes em Oaxaca. Também deu aulas na Casa do Lago, em Chapultepec, deu seminários e workshops no Museu Nacional de Antropologia na Cidade do México, A casa da Cultura de Oaxaca, assim como em cidades como Guatemala, Leipzig e Pyong Yang,
Lazo é reconhecida igualmente por seu trabalho com Rivera e seus próprios. Recebeu o prêmio Emeretisimum da Faculdade de Humanidades da Universidade de San Carlos de Guatemala.
Em 2004, recebeu a Order of the Quetzal do governo da Guatemala. In 2005, recebeu a Medalha da Paz de seu país. Em 2010, recebeu um reconhecimento, por parte do governo da Roménia.
Em 1998, Abel Santiago escreveu sua biografia, Sabiduría de Manos, com textos de André Henestrosa, Henrique González Casanova, Maria Luisa Mendoza, Otto-Raúl González e Carmen de la Fuente. Tem uma série de homenagens em vários lugares, tais como o Museu Mural Diego Rivera. A embaixada mexicana na Guatemala prestou-lhe homenagem com uma exposição de painéis do mural de Bonampak, no Centro Cultural Luis Cardoza y Aragón in 2010. Em 2011, ela e seu marido foram convidados para EUA para falar de sua trajetória com Diego Rivera. A partir de 1964, foi também membro do Salão da Plástica Mexicana.

## Competências
Como discípula de Rivera e Kahlo, o Lazo faz parte do movimento muralista da Escola Mexicana de Pintura. Trabalhando com muralistas, ela aprendeu que, longe de isolar-se, deve estar no centro das situações e observá-las. Outra influência é um de seus autores favoritos Miguel Ángel Asturias, que conheceu quando ainda era uma menina e, em seguida, a reencontrou no México. De fato, Astúrias tem escrito sobre ela.
Prefere pintar afrescos, mas suas pinturas são reconhecidas por sua qualidade interpretativa, tal como El espejo de mi estudio de 2001, o que ela representa no espelho rodeada de crianças.
A opinião de Lazo sobre os artistas de hoje em dia é que eles são muito comercializados e já não tão comprometidos com as causas sociais. Apesar de já não gostar tanto de pintura mural, como o fazia antes, Lazo ainda sente que o muralismo mexicano é importante e relevante. Ela afirma que, além dos como Frida Kahlo e Diego Rivera, ainda existe um reconhecimento internacional pelo movimento. Lazo acredita que haverá um retorno a essa forma de arte, dadas suas implicações sociais e políticas.